# エラッソマ
エラッソマ（Pygmy sunfish、Elassoma）は、淡水魚である。エラッソマ亜目、エラッソマ科に属する唯一の属である。基準種はバンデッドピグミーサンフィッシュである。エラッソマ科は別名ピグミーサンフィッシュと呼ばれるが、サンフィッシュ科とは異なる。スズキ目よりもヨウジウオ目に近いと考える研究者もいる。
最大で3cmから4cmまで成長する。アメリカ合衆国南部の、ノースカロライナ州からフロリダ州中部にかけての地域で、東西はテキサス州からガルフ・コーストにかけて、南北はイリノイ州南部からミシシッピ湾にかけて分布し、湿地、沼や、浅くて流れが遅く植物の多い水辺に生息する。
エラッソマは小さすぎて釣りの対象にならないが、オスの構造色の美しさと繁殖行動により、観賞魚として人気が高い。卵は密集した植物の中で育てられ、孵化するまでオスが巣を守る。小さな水槽にも容易に適応し、育成も簡単であるが、餌として生きた蠕虫や昆虫、甲殻類等を必要とする。人工の餌は食べない。
エラッソマという名前はギリシア語で「小さな体」を意味する。

## 種
- Elassoma alabamae Mayden, 1993.
- Elassoma boehlkei Rohde & Arndt, 1987.
- Elassoma evergladei Jordan, 1884.
- Elassoma okatie Rohde & Arndt, 1987.
- Elassoma okefenokee Böhlke, 1956.
- Elassoma zonatum Jordan, 1877.